# Turdetani

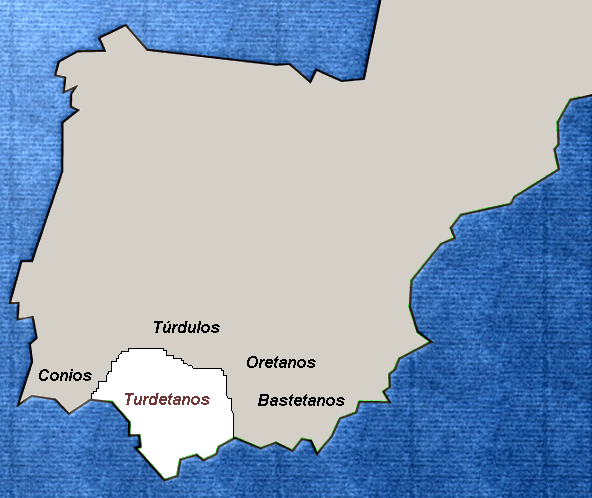
Het vermoedelijke gebied waar het volk van de Turdetani leefde.

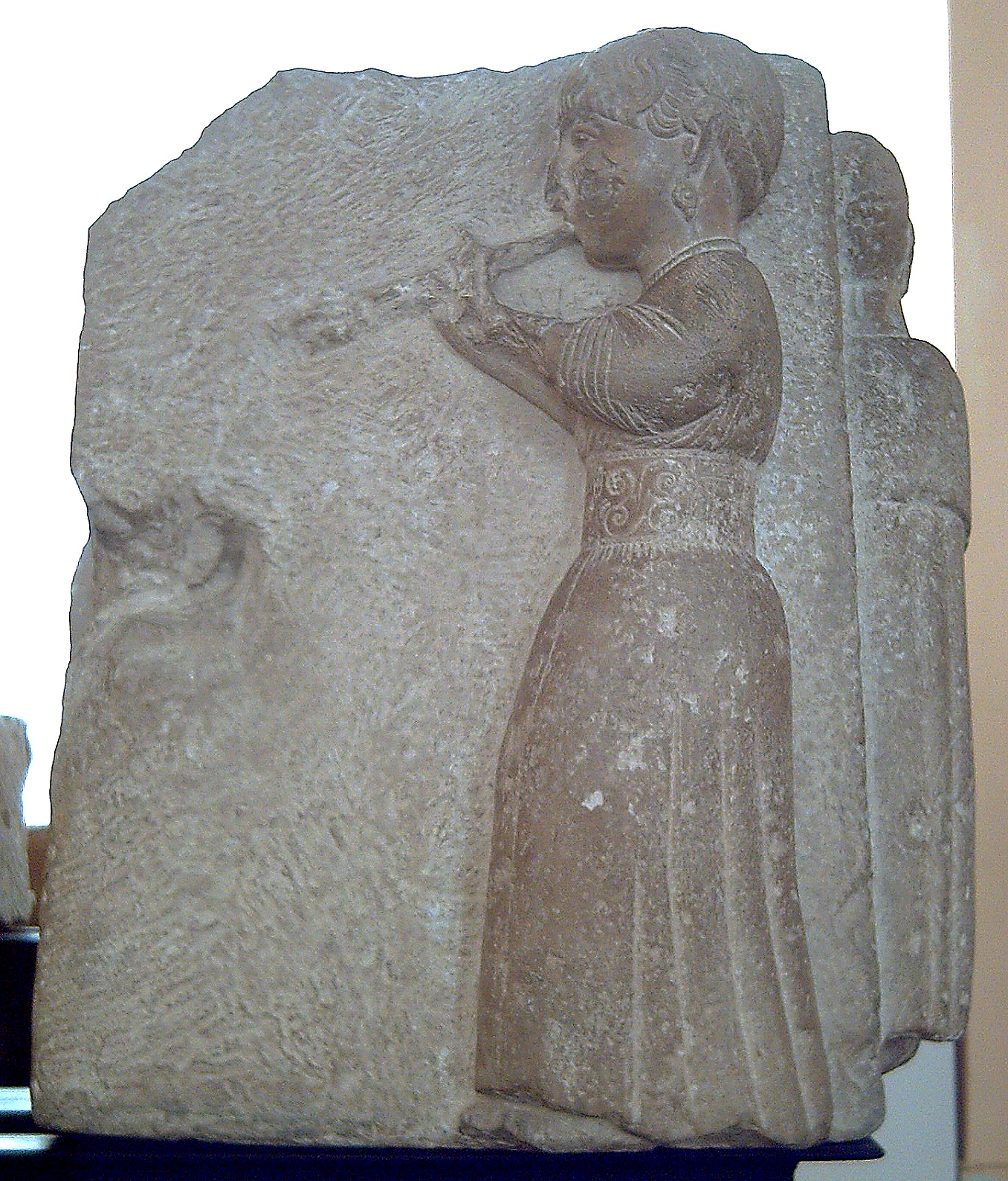
Haut-reliëf van een auletris (een vrouw die een aulos bespeelt). Waarschijnlijk is dit oude Iberische kunstwerk, dat in kalksteen gehouwen is, gemaakt rond het eind van de 3e of het begin van de 2e eeuw v.Chr. Het is een onderdeel van de zogenaamde 'Sculpturen van Osuna ', Sevilla (Andalusië, Spanje.

De Turdetani waren een pre-Romeins volk in de klassieke oudheid op het Iberische Schiereiland. Ze woonden in de vallei van de Guadalquivir, een gebied dat het latere Hispania Baetica, een Romeinse provincie, zou worden. Strabo, een Griekse schrijver, schrijft in zijn 'Geografie' dat de Turdetani afstammelingen waren van het volk van Tartessos, en spraken zij een taal die verwant was met de taal van de inwoners van Tartessos.
De Turdetani hadden veelvuldige contacten met de Grieken en de Carthagers, die koloniën naast het gebied van de Turdetani gesticht hadden. Herodotus schrijft dat ze een beschaafd volk waren onder leiding van hun koning, Arganthonios, die Griekse kolonisten uit Phocis hartelijk ontving in de 5e eeuw v.Chr. De Turdetani zouden ook een geschreven wetboek hebben en Keltiberische huurlingen in dienst hebben gehad voor hun oorlogen tegen de Romeinen. Strabo beweert ook dat de Turdetani het meest beschaafde volk waren in Iberia, waarmee hij impliceerde dat hun georganiseerde, verstedelijkte cultuur het meest overeenkwam met de Grieks-Romeinse cultuur. Aan het begin de tweede eeuw, in 197 v.Chr., kwamen de Turdetani in opstand tegen de Romeinse gouverneur (de Romeinen hadden het gebied tijdens de Tweede Punische Oorlog veroverd). Echter werd Cato Maior Romeins consul in 195 v.Chr. Hij kreeg het commando over heel Hispanië. Eerst sloeg hij een rebellie in het noordoosten van Spanje neer, daarna marcheerde hij zuidwaarts en versloeg de Turdetani, de minst oorlogszuchtige Spaanse stam (Livius, Historie van Rome 34.17). Cato keerde in 194 v.Chr. terug naar Rome, en liet twee praetoren achter die de provincie moesten besturen.
In een komedie van Plautus, De Gevangenen, is een referentie naar de verdere geschiedenis van de Turdetani te vinden (Akte I, scene II). In het toneelstuk is Hispania Baetica, het voormalige gebied van de Turdetani, voornamelijk bekend geworden voor haar lijsters en ander klein gevogelte, een lekkernij onder de Romeinen. De naam van het geslacht van de soort 'lijster' is dan ook Turdus.